# Jacob de Brouck
 (avril 2023).
La mise en forme du texte ne suit pas les recommandations de Wikipédia : il faut le « wikifier ».
Les points d'amélioration suivants sont les cas les plus fréquents :
- Les titres sont pré-formatés par le logiciel. Ils ne sont ni en capitales, ni en gras.
- Le texte ne doit pas être écrit en capitales (les noms de famille non plus), ni en gras, ni en italique, ni en « petit »…
- Le gras n'est utilisé que pour surligner le titre de l'article dans l'introduction, une seule fois.
- L'italique est rarement utilisé : mots en langue étrangère, titres d'œuvres, noms de bateaux, etc.
- Les citations ne sont pas en italique mais en corps de texte normal. Elles sont entourées par des guillemets français : « et ».
- Les listes à puces sont à éviter, des paragraphes rédigés étant largement préférés. Les tableaux sont à réserver à la présentation de données structurées (résultats, etc.).
- Les appels de note de bas de page (petits chiffres en exposant, introduits par l'outil «  Source ») sont à placer entre la fin de phrase et le point final[comme ça].
- Les liens internes (vers d'autres articles de Wikipédia) sont à choisir avec parcimonie. Créez des liens vers des articles approfondissant le sujet. Les termes génériques sans rapport avec le sujet sont à éviter, ainsi que les répétitions de liens vers un même terme.
- Les liens externes sont à placer uniquement dans une section « Liens externes », à la fin de l'article. Ces liens sont à choisir avec parcimonie suivant les règles définies. Si un lien sert de source à l'article, son insertion dans le texte est à faire par les notes de bas de page.
- La présentation des références doit suivre les conventions bibliographiques. Il est recommandé d'utiliser les modèles {{Ouvrage}}, {{Chapitre}}, {{Article}}, {{Lien web}} et/ou {{Bibliographie}}. Le mode d'édition visuel peut mettre en forme automatiquement les références.
- Insérer une infobox (cadre d'informations à droite) n'est pas obligatoire pour parachever la mise en page.

Pour une aide détaillée, merci de consulter Aide:Wikification.
Si vous pensez que ces points ont été résolus, vous pouvez retirer ce bandeau et améliorer la mise en forme d'un autre article.
 (avril 2023).
Si vous disposez d'ouvrages ou d'articles de référence ou si vous connaissez des sites web de qualité traitant du thème abordé ici, merci de compléter l'article en donnant les références utiles à sa vérifiabilité et en les liant à la section « Notes et références ».
Jacob de Brouck (ou Bruck, Pruckh, Prugg, van den Broeck) (1540?-1590?) est un compositeur et chanteur flamand.

## Biographie
Ayant probablement reçu une éducation musicale aux Pays-Bas, il officie comme musicus pour l'évêque de Breslau avant de rejoindre à Prague, en 1565, la cour grand-ducale de Ferdinand II, où il accompagne des enfants de chœur pour la chapelle nouvellement formée.
De 1567 à 1573, il occupe le poste de chanteur et maître des enfants à Graz dans la chapelle de l'archiduc Charles II d'Autriche-Styrie et participe à ce titre aux somptueuses célébrations données à l'occasion du mariage de ce dernier avec Marie-Anne de Bavière à Vienne en 1571. A cette occasion, les chapelles de l'archiduc, du duc Albert de Bavière et de l'empereur Maximilien II unissent leurs effectifs.
Peut-être cet événement est-il le déclencheur, en 1573, du départ de Jacob de Brouck pour Vienne où il rejoint la cour impériale jusqu'à la mort de Maximilien II en 1576.
Après une période floue sûrement passée aux Pays-Bas (publication d'une collection de ses motets à Antwerp en 1579), il entre au service de l'archiduc Ernest d'Autriche, qui partage son temps entre Vienne et Linz.

## Œuvre
Une seule collection imprimée des œuvres de Jacob de Brouck nous est parvenue : il s'agit des Cantiones tum sacrae (quae vulgo moteta vocantur); tum profane, 5, 6 et 8 vocum publiés à Antwerp par Plantin en 1579. Dédiée à l'archiduc Charles II d'Autriche-Styrie, cette collection rassemble 20 motets, 18 chansons et 1 lied.
Trois motets à six voix et deux pièces dédiées à Charles II et à Maximilien II sont par ailleurs publiées dans les deuxième et cinquième volumes des Novi Thesauri musici publiés en 1568 par Gardane.
Une dizaine de pièces manuscrites, dont trois messes à six voix, nous sont par ailleurs parvenues.
D'autres œuvres, dont un Magnificat en l'honneur de l'empereur Rodolphe II, n'ont quant à elles pas survécu.